# Armorial des familles basques

Blason du Pays basque
(7 provinces)

Drapeau basque (Ikurriña)

En raison de sa taille l'armorial des familles basques est subdivisé en plusieurs pages :
Ces pages décrivent les armoiries (figures et blasonnements) des familles du Pays basque.
Tous les blasonnements sont issus du livre d’Hubert Lamant-Duhart, Armorial du Pays Basque : recueil des notices et armoiries des maisons, familles, villes et communautés de Basse-Navarre, Labourd et Soule, des vallées du Baztan, Cinco Villas, Santesteban, Erro, Aezkoa, Urrobi, Salazar et Roncal, des villes d'Irun, Fontarabie, Saint-Sébastien et de la vallée d'Oyarzun, et des principales maisons et familles d'Alava, Biscaye, Guipuzcoa et Haute-Navarre, Biarritz, J&D éditions, 442 p. (ISBN 978-2-84127-121-4, BNF 36698619), qui cite aussi d'autres sources.
| A-Ak    | Al-Ap   | Ar-Az   | Ba-Beo | Ber-Beu | Bi-Bu   | Ca-Ce   |
| Ch-Cu   | D       | Eb-Er   | Es-Ez  | F       | Gab-Gal | Gam-Gar |
| Gas-Gor | Got-Gur | H       | Ib-In  | Ip-Ir   | Is-Iz   | J       |
| Laa-Lar | Las-Lez | Lib-Luz | Ma-Me  | Mi-Mu   | N       | Oa-On   |
| Op-Oz   |         |         |        |         |         |         |